# Frihetspartiet (Nederländerna)
Partiet för frihet eller Frihetspartiet (nederländska: Partij voor de Vrijheid, PVV), är ett konservativt liberalt eller ekonomiskt liberalt politiskt parti i Nederländerna, bildat den 22 februari 2006 av politikern Geert Wilders. Partiet är anti-islamistiskt samt kritiskt mot invandring, och beskrivs av massmedia och akademiker som högerpopulistiskt och högerextremt. De kombinerar en ekonomisk liberalism med ett politiskt program som fokuserar på invandring och kultur. Enligt PVV finns det en motsättning mellan invandring och välfärd (se välfärdschauvinism). 
Partiet fick en flygande start. Mordet på den kände islamkritikern Theo van Gogh 2004 och den inflammerade debatten kring Muhammedbilderna i Jyllands-Posten 2006 hade satt invandringspolitiken i blickfånget och parlamentsvalet i Nederländerna 2006 den 22 november blev det nybildade partiet landets femte största parti. PVV fick 577 000 röster (5,9 procent) och 9 mandat i andra kammaren.
I Europaparlamentsvalet den 4 juni 2009 blev PVV näst störst i Nederländerna, med 17 procent av rösterna.
I det nederländska parlamentetvalet 2010 blev partiet det tredje största, och ska samarbeta med de borgerliga. Man fick igenom bland annat ett burkaförbud och minskad icke-europeisk invandring.
I valmanifestet finns krav på skattesänkningar för 16 miljarder euro, högre straff för brottslighet, en kvot på maximalt 5000 asylsökande per år och avskaffande av dubbelt medborgarskap. De vill ha fler folkomröstningar, bland annat om turkiskt medlemskap i EU, samt motsätter sig överstatlighet inom EU.

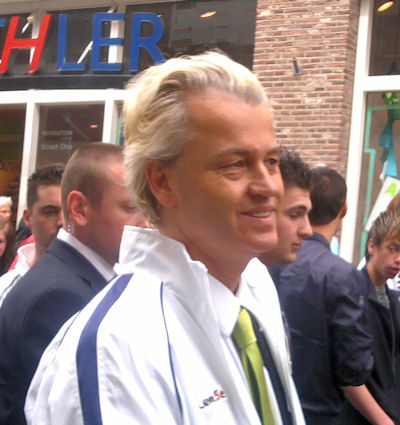
Geert Wilders, partiledare och grundare

## Valresultat
| Valår | Antal röster | Procent | Mandat      |
| ----- | ------------ | ------- | ----------- |
| 2006  | 579 490      | 5,9%    | 9 (av 150)  |
| 2010  | 1 453 944    | 15,5%   | 24 (av 150) |
| 2012  | 934 060      | 10,1%   | 15 (av 150) |
| 2017  | 1 372 941    | 13,1%   | 20 (av 150) |

| Valår | Antal röster | Procent | Mandat    |
| ----- | ------------ | ------- | --------- |
| 2009  | 769 125      | 17,0%   | 4 (av 25) |
| 2014  | 630 139      | 13,3%   | 4 (av 26) |